# Ленточнопильный станок

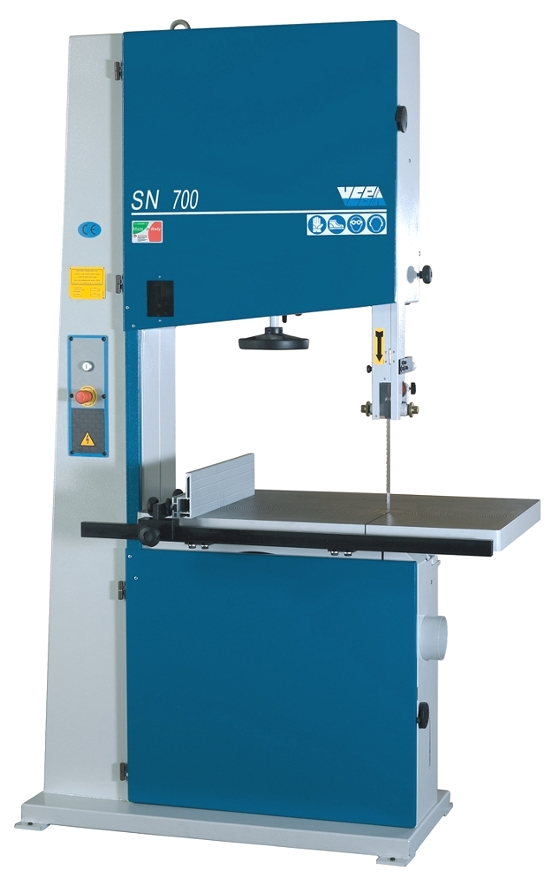
Современный ленточнопильный станок

Ленточнопильный станок — станок, рабочим органом которого является ленточная пила — пила в виде замкнутой ленты, натянутой на шкивы.

## История
Первый патент на конструкцию ленточнопильного станка для обработки древесины был получен английским инженером Уильямом Ньюберри в 1807 году. В 1866 году французская фирма Panhard & Levassor создала ленточнопильный станок для резки металла. Первый ленточнопильный станок с индивидуальным электроприводом появился в 1911 году.

## Конструкция и принцип работы
В состав ленточнопильного станка входят следующие узлы:
- станина;
- направляющее устройство пильного полотна;
- шкивы;
- ленточная пила;
- электродвигатель;
- рабочий стол;
- ограждения шкивов и пилы;
- тормозное устройство;
- направляющая линейка;
- очистные щетки.

Ленточная пила натянута на шкивы, и её отклонение от вертикали и горизонтали ограничено направляющим устройством. Ведомый шкив оснащают регулировочными устройствами, позволяющими настраивать натяжение пильного полотна и наклон шкива во избежание сбега пилы.
Электродвигатель через ременную передачу сообщает вращение ведущему шкиву и приводит в движение инструмент. Скорость резания зависит от частоты вращения двигателя и может регулироваться. В рабочую зону пилы может подаваться СОЖ (эмульсия) — смазочно-охлаждающая жидкость. Она предотвращает перегрев инструмента, улучшает качество резания и смывает стружку.
Для безопасности доступ к электроприводу, шкивам и ленточной пиле должен быть ограничен специальными ограждениями. В случае разрыва пильной ленты специальное устройство — ловитель — срывает зуб храповика, в результате чего срабатывают тормозные колодки, надежно зажимая ленту. Ограждения, ловитель, тормозное устройство оснащаются блокировками, которые исключают пуск станка, когда один из механизмов неисправен или открыт.
В зависимости от конструкции стола, можно регулировать угол подачи в двух плоскостях: в вертикальной за счет наклона стола и в горизонтальной за счет поворота стола или направляющих и тисков. Под столом могут располагаться щетки и устройства для отсоса стружки.
Для резания металлических заготовок с разными свойствами применяют биметаллические ленточные пилы и пилы твердосплавными напайками.

## Классификация
Ленточнопильные станки различаются по исполнению, конструкции, степени автоматизации.

### По исполнению
Исполнение станка может быть левым или правым, в зависимости от того, как расположена холостая ветвь пилы по отношению к направлению подачи заготовок.

### По конструкции
Вертикальные. Рабочий инструмент расположен в станине. Резание осуществляется за счет перемещения заготовки или за счет перемещения рамы.
Колонные (одно- и двухколонные, портальные). Инструмент выполнен в виде горизонтальной пильной рамы, которая поднимается и опускается по одной или двум направляющим (колоннам). В крупных промышленных станках используют портальную конструкцию.
Консольные (маятниковые, отрезные). Пильная рама выполнена в виде консоли, подача инструмента осуществляется качанием рамы в шарнире по типу маятника.

### По степени автоматизации
Ручные и гравитационные. Подача материала и инструмента осуществляется оператором. В гравитационных станках опускание пильной рамы происходит за счет её веса, а гидравлический привод с перепускным клапаном регулирует скорость подачи и фиксирует раму в исходной точке.
Полуавтоматические. Оператор подает заготовку на рабочий стол. Её фиксация в тисках и освобождение, опускание и подъём пильной рамы автоматизированы.
Автоматические. В автоматическом режиме выполняются: подача и фиксация материала, опускание и подъём пильной рамы, наклон/поворот пильной рамы и стола, изменение усилия резания, скорости подачи инструмента и заготовки.